# Граф Кланрикард
Граф Кланрикард — аристократический титул, созданный дважды в системе Пэрства Ирландии.

## История
Впервые титул барона Данкеллина и графа Кланрикарда (Пэрства Ирландии) был создан 1 июля 1543 года для ирландского феодала Улика Берка (ум. 1544), сына Ричарда Мора Берка (ум. 1530). Его правнук, Ричард Берк, 4-й граф Кланрикард (1572—1635), получил титулы барона Сомерхилла и виконта Танбриджа (1624) в пэрстве Англии, барона Иманни, виконта Голуэя в пэрстве Ирландии и графа Сент-Олбанса (1628) в пэрстве Англии. Его сын, Улик Берк, 5-й граф Кланрикард (1604—1657), был видным роялистом во время Гражданской войны в Англии. В 1646 году для него был создан титул маркиза Кланрикарда (Пэрство Ирландии). Около 1650 года после смерти своего кузена, Томаса Берка, 2-го виконта Берка, он унаследовал титул 3-го виконта Берка. После его смерти в 1657 году титул маркиза Кланрикарда прервался. Но ирландские титулы унаследовал его троюродный брат, Ричард Берк, 6-й виконт Кланрикард (ум. 1666). Он был сыном достопочтенного сэра Уильяма Берка, третьего сына 3-го графа Кланрикарда. Он скончался, не оставив сыновей, титул унаследовал его младший брат, Уильям Берк, 7-й граф Кланрикард (ум. 1687).
Его младший сын, Джон Берк, 9-й граф Кланрикард (1642—1722), который сменил своего старшего брата в 1704 году, сражался на стороне короля Якова II Стюарта, был взят в плен в битве при Охриме в 1691 году, объявлен вне закона, а его имения конфискованы. В 1701 году он был оправдан в соответствии с актом парламента и восстановлен в своих имениях. Его внук, Джон Смит Берк, 11-й граф Кланрикард (1720—1782), принял древнюю фамилию «де Бург» вместо «Берк». Его старший сын, Генри де Бург, 12-й граф Кланрикард (1743—1797), получил титул маркиза Кланрикарда в качестве пэра Ирландии в 1789 году. После его смерти в 1797 году титул маркиза Кланрикарда прервался. Его преемником стал его младший брат, Джон де Бург, 13-й граф Кланрикард (1744—1808). Он был генералом британской армии. В 1800 году лорд Кланрикард был избран одним из 28-ми ирландских пэров-представителей в Палате лордов Великобритании. 29 декабря 1800 года для него был создан титул графа Кланрикарда (Пэрство Ирландии).
Его сын, Улик Джон де Бург, 14-й граф Кланрикард (1802—1874), был известным политиком. Он занимал должности заместителя министра иностранных дел (1826), капитана йоменской гвардии (1830—1834), генерального почтмейстера (1846—1852), лорда-хранителя Малой печати (1858), посла Великобритании в России (1838—1840) и лорда-лейтенанта графства Голуэй (1831—1874). В 1825 году для него был создан титул маркиза Кланрикарда (Пэрство Ирландии). В 1826 году он получил титул барона Сомерхилла из Сомерхилла в графстве Кент в звании пэра Соединённого королевства. Этот последний титул давал графам и маркизам Кланрикард автоматическое место в Палате лордов Великобритании. Лорд Кланрикард был женат на достопочтенной Гарриет Каннинг (1804—1876), дочери премьер-министра Великобритании Джорджа Каннинга (1770—1827) и Джоан Каннинг, 1-й виконтессы Каннинг (1776—1837). Его старший сын, Улик де Бург, лорд Данкеллин, скончался в 1867 году. В 1874 году 1-му маркизу наследовал его второй сын, Хуберт де Бург, 2-й маркиз Кланрикард (1832—1916). В 1862 году он получил королевское разрешение на дополнительную фамилию «Каннинг» в качестве наследника своего дяди, Чарльза Каннинга, 1-го графа Каннинга (1812—1862). Лорд Кланриканд позднее представлял графство Голуэй в Палате общин от либеральной партии (1867—1871). После смерти Хуберта де Бурга-Каннинга, 2-го маркиза Кланрикарда, в 1916 году все его титулы угасли, за исключением титула графа Кланрикарда, который унаследовал его кузен, Джордж Улик Браун, 6-й маркиз Слайго (1856—1935). Он был внуком Хоу Питера Брауна, 2-го маркиза Слайго, и леди Эстер Кэтрин де Бург.
Титул виконта Берка из Кланмориса в графстве Мейо был создан в 1629 году в качестве пэра Ирландии для достопочтенного Джона Берка (ум. 1635), четвертого сына 3-го графа Кланрикарда. Ему наследовал его сын, Томас Берк, 2-й виконт Берк (ум. ок. 1650). Его преемником стал его двоюродный брат, Улик Берк, 5-й граф Кланрикард (1604—1657). Графы и маркизы Кланрикард носили титул виконта Берка до 1916 года.

## Графы Кланрикард, первая креация (1543)
- 1543—1544: Улик Берк, 1-й граф Кланрикард (умер 19 октября 1544), сын Ричарда Мора Берка (ум. 1530)
- 1544—1582: Ричард Берк, 2-й граф Кланрикард (умер 24 июля 1582), единственный сын предыдущего от первого брака
- 1582—1601: Улик Берк, 3-й граф Кланрикард (умер 20 мая 1601), единственный сын предыдущего от первого брака
- 1601—1635: Ричард Берк, 4-й граф Кланрикард, 1-й граф Сент-Олбанс (1572 — 12 ноября 1635), сын предыдущего, граф Сент-Олбанс с 1628 года
- 1635—1657: Улик Берк, 5-й граф Кланрикард, 2-й граф Сент-Олбанс (1604 — 29 апреля 1657), единственный сын предыдущего, маркиз Кланрикард с 1646 года.

## Маркиз Кланрикард, первая креация (1646)
- 1646—1657: Улик Берк, 1-й маркиз Кланрикард (1604 — 29 апреля 1657), единственный сын Ричарда Берка, 4-го графа Кланрикарда.

## Графы Кланрикард, первая креация (1543)
- 1657—1666: Ричард Берк, 6-й граф Кланрикард[англ.] (умер август 1666), старший сын сэра Уильяма Берка (ум. 1625), внук 3-го графа Кланрикарда
- 1666—1687: Уильям Берк, 7 граф Кланрикард[англ.] (умер октябрь 1687), младший брат предыдущего
- 1687—1704: Ричард Берк, 8-й граф Кланрикард[англ.] (умер 1704), старший сын предыдущего от первого брака
- 1704—1722: Джон Берк, 9-й граф Кланрикард[англ.] (1642 — 17 октября 1722), младший брат предыдущего
- 1722—1726: Майкл Берк, 10-й граф Кланрикард[англ.] (ок. 1686 — 29 ноября 1726), сын предыдущего
- 1726—1782: Джон Смит де Бург, 11-й граф Кланрикард[англ.] (11 ноября 1720 — 21 апреля 1782), второй (младший) сын предыдущего
- 1782—1797: Генри де Бург, 12-й граф Кланрикард[англ.] (8 января 1743 — 8 декабря 1797), старший сын предыдущего, маркиз Кланрикард с 1785 года.

## Маркиз Кланрикард, вторая креация (1785)
- 1785—1797: Генри де Бург, 1-й маркиз Кланрикард[англ.] (8 января 1743 — 8 декабря 1797), старший сын Джона Смита де Бурга, 11-го графа Кланрикарда.

## Графы Кланрикард, первая креация (1543)
- 1797—1808: Джон де Бург, 13-й и 1-й граф Кланрикард (22 сентября 1744 — 27 июля 1808), второй (младший) сын Джона Смита де Бурга, 11-го графа Кланрикарда, граф Кланрикард с 1800 года
- 1808—1874: Улик де Бург, 14-й и 2-й граф Кланрикард (20 декабря 1802 — 10 апреля 1874), единственный сын предыдущего, маркиз Кланрикард с 1825 года.

## Маркиз Кланрикард, третья креация (1825)
- 1825—1874: Улик де Бург, 1-й маркиз Кланрикард (20 декабря 1802 — 10 апреля 1874), сын Джона де Бурга, 13-го и 1-го графа Кланрикарда
- 1874—1916: Хуберт де Бург-Каннинг, 2-й маркиз Кланрикард, 15-й и 3-й граф Кланрикард (30 ноября 1832 — 12 апреля 1916), второй (младший) сын предыдущего.

## Графы Кланрикард, вторая креация (1800)
- 1916—1935: Джордж Улик Браун, 6-й маркиз Слайго, 4-й граф Кланрикард (1 сентября 1856 — 26 февраля 1935), старший сын Генри Улика Брауна, 5-го маркиза Слайго (1831—1913), внук Хоу Питера Брауна, 2-го маркиза Слайго (1788—1845) и леди Эстер Кэтрин де Бург (ок. 1800—1878), дочери 13-го графа Кланрикарда
- 1935—1941: Улик Джон Браун, 7-й маркиз Слайго, 5-й граф Кланрикард (30 марта 1898 — 7 января 1941), единственный сын предыдущего
- 1941—1951: Артур Хоу Браун, 8-й маркиз Слайго, 6-й граф Кланрикард (8 мая 1867 — 28 мая 1951), третий сын Генри Улика Брауна, 5-го маркиза Слайго
- 1951—1952: Теренс Моррис Браун, 9-й маркиз Слайго, 7-й граф Кланрикард (28 сентября 1873 — 28 июля 1952), младший брат предыдущего
- 1952—1991: Дэнис Эдвард Браун, 10-й маркиз Слайго, 8-й граф Кланрикард (13 декабря 1908 — 11 сентября 1991), старший сын подполковника Альфреда Идена Брауна (1878—1918), внук 5-го маркиза Слайго
- 1991—2014: Джереми Улик Браун, 11-й маркиз Слайго, 9-й граф Кланрикард (4 июня 1939 — 13 июля 2014), единственный сын предыдущего
- 2014 — настоящее время: Себастьян Улик Браун, 12-й маркиз Слайго, 10-й граф Кланрикард (род. 27 мая 1964), единственный сын капитана Улика Брауна (1915—1979), внук подполковника Альфреда Идена Брауна (1878—1918) и правнук 5-го маркиза Слайго
  - Наследник: Кристофер Улик Браун, граф Алтамонт (род. 1988), сын предыдущего.

## Виконты Берк (1629)
- 1629—1635: Джон Берк, 1-й виконт Берк (до 1601 — 16 ноября 1635), четвертый сын Улика Берка, 3-го графа Кланрикарда (ум. 1601)
- 1635 — ок. 1650: Томас Берк, 2-й виконт Берк (умер ок. 1650), единственный сын предыдущего
- ок. 1650—1657: Улик Берк, 1-й маркиз Кланрикард, 5-й граф Кланрикард, 2-й виконт Берк (1604 — 29 апреля 1657), единственный сын Ричарда Берка, 4-го графа Кланрикарда

См. выше последующие носители титула.